# RAF Lasham
RAF Lasham – jest byłą bazą Royal Air Force zlokalizowaną koło wioski Lasham na północny zachód od Alton w hr. Hampshire. Została wybudowana w 1942 i oddana do użytku od listopada tego roku. W okresie od listopada 1943 przez rok była oddana do dyspozycji PSP dla dywizjonu 305, bazującym tam częściowo wspólnie z 613 dywizjonem RAF. Oba dywizjony 5 czerwca 1944, w przeddzień D-Day przeprowadziły nalot na niskiej wysokości, atakując w Normandii niemieckie linie zaopatrzenia oraz stanowiska artylerii .  
W 1948 baza zakończyła działalność operacyjną, ale dalej było wykorzystywane lotnisko. Od 1951 teren jest używany rekreacyjnie przez największy brytyjski klub szybowcowy. 

## Zobacz
- Bazy RAF używane przez PSP